# Шевченко Дмитро Степанович
Дмитро Степанович Шевченко (рос. Дмитрий Степанович Шевченко, нар. 13 листопада 1967, Москва, Росія) — російський фехтувальник на рапірах, олімпійський чемпіон (1996 рік) та бронзовий призер (2000 рік) Олімпійських ігор, чемпіон світу.

## Виступи на Олімпіадах
| Олімпіада      | Дисципліна           | Місце |
| -------------- | -------------------- | ----- |
| Барселона 1992 | індивідуальна рапіра | 13    |
| Барселона 1992 | командна рапіра      | 5     |
| Атланта 1996   | індивідуальна рапіра | 17    |
| Атланта 1996   | командна рапіра      | 1     |
| Сідней 2000    | індивідуальна рапіра | 3     |
| Сідней 2000    | командна рапіра      | 8     |